# 강가민
강가민(중국어: 江嘉敏, 병음: Kong Ka Man, 1994년 11월 4일 ~ )은 홍콩의 배우이다.